# Пущовик
Пущовик (біл. Пушчавік) — в білоруському фольклорі господар обмеженої ділянки незайманого лісу (пущі), виключно ворожий людині "старший брат лісовика".
За переказами, живе переважно на деревах, приймаючи форму кострубатого наросту, пучка, скрученого з переплетених гілок, або форму потворних корчів. Весь покритий зеленим або коричневим мохом - тільки очі світяться, як вугілля. Руки у пущовика, як кострубаті сучки. Ними він постійно намагається зачепити того, хто проходить повз гущавину, порвати його одяг, подряпати його самого, вийняти гілками очі. Під ноги весь час підсовує сучки. Страх наганяє, особливо на боязких, а сміливих він і сам побоюється. Стає на шляху людини та випускає її з лісу.
В лісі пущовик зупиняє пожежі, в його володіннях панує вічний морок і волога. Навіть звірі рідко заходять у його володіння. 
| | \| Пущовики мають під своєю владою обмежений, тісний простір - незайманий ліс або ліс надзвичайної висоти («пушча-дримушча»). Голова у пущовика вища найвищого дерева, що допомагає йому далеко бачити околиці. Є, однак, пущовики, яким такі дерева тільки до плеча. Пущовик робить одне тільки зло, не забуваючи, що йому довелося піти в вікові діброви тільки через людину. Він не шкодує ні старих, ні дітей, ні жінок, ні кволих, ні помічників людини - домашніх тварин. Якщо жертва зайшла в пущу - її смерть неминуча. Кошлатий, зарослий довгим мохом по всьому тілу, включно з носом і очима, велетень-пущовик здатний вбити жертву одним своїм виглядом. Якщо мета досягнута, він не регоче, як лісовик, не сміється з жертви, а спокійно йде далі, немов зробив звичайну справу, виконав обов'язок. На щастя, пущовики досить рідкісні, і зустрічається чимало лісів, де господарюють одні лише лісовики. Пущовик неповороткий, старий, погано бачить, що робиться у нього під ногами. Все це допомагає людині тікати від пущовика. Якщо зустріч з ним неминуча, потрібно робити круті повороти туди і сюди і швидше залишати пущу, далі якої пущовик не наважиться ступити \| Оригінальний текст (біл.) ["Пушчавікі маюць пад сваёй уладаю абмежаваны, цесны абшар — некрануты лес ці лес незвычайнае вышыні («пушча-дрымушча»). Галава ў пушчавіка вышэй за самае высокае дрэва, што дапамагае яму далёка бачыць наваколле. Ёсць, аднак, пушчавікі, якім такія дрэвы толькі да пляча. Пушчавік робіць адно толькі зло, не забываючыся, што яму давялося сысці ў векавыя дубровы толькі праз чалавека. Ён не шкадуе ні старых, ні дзяцей, ні жанчын, ні знямоглых, ні памочнікаў чалавека — свойскіх жывёл. Калі ахвяра зайшла ў пушчу — яе пагібель непазбежная. Калматы, зарослы доўгім мохам па ўсім целе, не выключаючы носа і вачэй, велікан-пушчавік здольны забіць ахвяру адным сваім выглядам. Калі мэта дасягнутая, ён не рагоча, як Лясун, не здзекуецца з ахвяры, а спакойна ідзе далей, нібы зрабіў звычайную справу, выканаў абавязак. На шчасце, пушчавікі даволі рэдкія, і сустракаецца нямала пушчаў, дзе гаспадараць адны толькі лесуны. Пушчавік непаваротлівы, лядашчы, кепска бачыць, што робіцца ў яго пад нагамі. Усё гэта дапамагае чалавеку ўцякаць ад пушчавіка. Калі сустрэча з ім непазбежна, трэба рабіць крутыя павароты туды і сюды ды хутчэй пакідаць пушчу, далей якой пушчавік не адважыцца ступіць."] Помилка: [undefined] Помилка: {{Lang}}: немає тексту (допомога): текст вже має курсивний шрифт (допомога) |
| Пущовики мають під своєю владою обмежений, тісний простір - незайманий ліс або ліс надзвичайної висоти («пушча-дримушча»). Голова у пущовика вища найвищого дерева, що допомагає йому далеко бачити околиці. Є, однак, пущовики, яким такі дерева тільки до плеча. Пущовик робить одне тільки зло, не забуваючи, що йому довелося піти в вікові діброви тільки через людину. Він не шкодує ні старих, ні дітей, ні жінок, ні кволих, ні помічників людини - домашніх тварин. Якщо жертва зайшла в пущу - її смерть неминуча. Кошлатий, зарослий довгим мохом по всьому тілу, включно з носом і очима, велетень-пущовик здатний вбити жертву одним своїм виглядом. Якщо мета досягнута, він не регоче, як лісовик, не сміється з жертви, а спокійно йде далі, немов зробив звичайну справу, виконав обов'язок. На щастя, пущовики досить рідкісні, і зустрічається чимало лісів, де господарюють одні лише лісовики. Пущовик неповороткий, старий, погано бачить, що робиться у нього під ногами. Все це допомагає людині тікати від пущовика. Якщо зустріч з ним неминуча, потрібно робити круті повороти туди і сюди і швидше залишати пущу, далі якої пущовик не наважиться ступити | |